# TMK 201
TMK 201, službeno TMK 1Z / 1B te kolokvijalno Bik ili Đuro, četveroosovinski je tip tramvaja proizveden u tvornici "Đuro Đaković" za potrebe tramvajske mreže Beograda, a zatim i Zagreba. Ova su vozila prometovala gotovo svim linijama u Zagrebu tijekom svoje eksploatacije te su čak i pred rashodovanje smatrana vrlo mehanički pouzdanima. Bila su osobito karakteristična za liniju 2.

## Povijest
Tramvaji tipa TMK 201 počeli su se proizvoditi 1973. godine u Slavonskome brodu, u tvornici Đuro Đaković. U Zagrebu su prvi puta svečano pušteni u promet 22. siječnja 1974. godine, a već iduće godine njihova je proizvodnja prekinuta – zbog uvjeta kreditiranja i cijena vozila odlučeno je kako će se umjesto nastavka suradnje s tvornicom Đaković kupiti tramvaji od praške tvornice ČKD, tip Tatra T4.
TMK 201 bio je 1970-ih godina izrazito suvremen tip tramvaja. Bio je prvi tramvaj u voznom parku ZET-a s okretnim postoljima, uveo je pneumatske sustave s klipnim kompresorom za upravljanje vratima, pomoćne kočnice i »zračne sirene«.
U prometu se svojedobno na linijama 11 i 12 pojavljivao s čak dvije prikolice, što je omogućavalo do 300 putničkih mjesta.
Beogradski su primjerci tipizacijom voznog parka vozilima Tatra KT4 rashodovani. Nekoliko je primjeraka u Hrvatskoj iskorišteno za proizvodnju TMK 2100.
Godine 2024. Zagrebom je od prvotnih 30 prometovalo 7 vozila ovog modela, i to na liniji br. 2. Početkom 2025. javnosti je izložen plan za uklanjanje TMK 201 iz prometa te za očuvanje primjerka u muzeju nakon uvođenja novih tramvaja TMK 2400. Posljednji tramvaj ovog tipa službeno je povučen iz prometa 15. lipnja te godine, nakon zadnje vožnje s Borongaja u 20:27 sati na liniji 9. Jedno vozilo očuvano je te će se obnoviti i priključiti muzejskoj liniji 21.

## Značajke
Ispod prvoga sjedala u tramvaju nalazi se spremnik s pijeskom koji služi hitnom kočenju. U jednome od drugih sjedala nalazi se spremnik za alkohol, koji se zimi u njega dodaje za sprječavanje stvaranja kondenzacije u zračnim kompresorima vozila.

## Vanjske poveznice
- Daljnje informacije o povijesti i karakteristikama tramvaja u Zagrebu  Arhivirana inačica izvorne stranice od 7. prosinca 2007. (Wayback Machine)